# Rosa von Milde

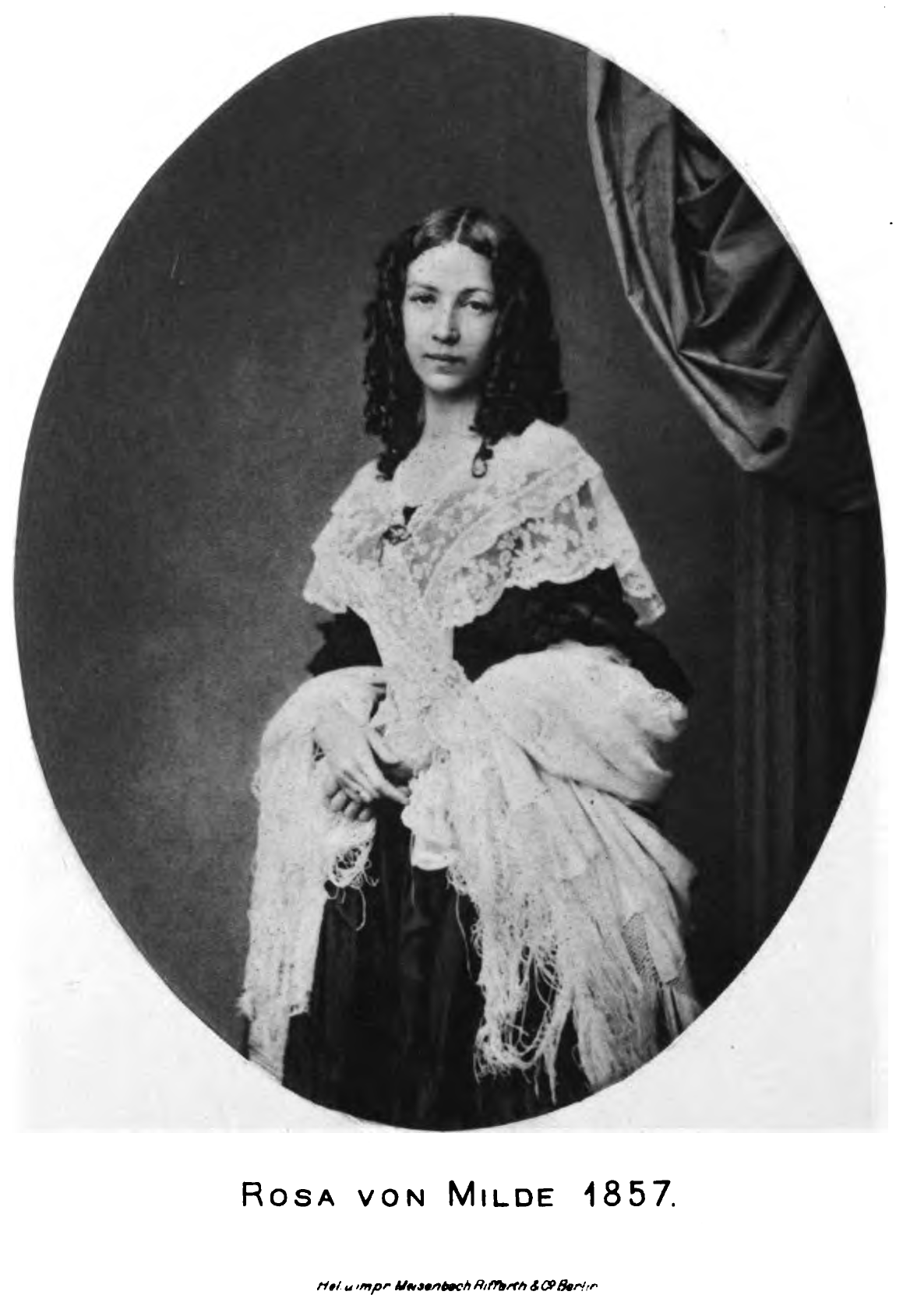
Rosa von Milde (1857)

Rosa von Milde, auch Rosalie von Milde, gebürtig Rosa Agthe (* 25. Juni 1827 in Weimar; † 25. Januar 1906 ebenda) war eine deutsche Opernsängerin (Sopran) und Gesangspädagogin.

## Leben
Rosa Agthe wurde am 25. Juni 1827 in einer musikbegeisterten Familie in Weimar geboren. Von ihrem Vater Friedrich Wilhelm Agthe, einem Kammermusiker, erhielt sie in jungen Jahren Klavier-Unterricht. Als ihr Gesangstalent erkannt wurde, nahm sie für drei Jahre Gesangsunterricht bei dem Tenor Franz Götze (1814–1888). Am 9. Juni 1845 hatte sie ihren ersten Bühnenauftritt in Weimar als Amina in Bellinis La sonnambula (Die Nachtwandlerin).
Ihr offizielles Debüt als fest angestellte Sängerin am Weimarer Hoftheater hatte sie im September 1848 in der Oper Jessonda von Louis Spohr (1784–1859). Dort sang sie die Rolle der Jessonda. Großen Erfolg hatte sie als Wagner-Interpretin. Sie spielte die Elisabeth in Tannhäuser und der Sängerkrieg auf Wartburg. Am 28. August 1850 spielte sie bei der Uraufführung die Rolle der Elsa in Wagners Oper Lohengrin.
Im Juli 1851 heiratete sie den Sänger Hans Feodor von Milde (1821–1899), der seit 1848 ebenfalls bei der Weimarer Hofbühne angestellt war. Das Ehepaar Milde hatte zwei leibliche Kinder, Franz von Milde (1855–1929) und Rudolf von Milde (1859–1927), die ebenfalls Sänger wurden und die Adoptivtochter Natalie von Milde (1850–1906). Rosa und Hans Feodor traten oft gemeinsam in einem Stück auf, wie zum Beispiel als Senta und Holländer in der Oper Der Fliegende Holländer.

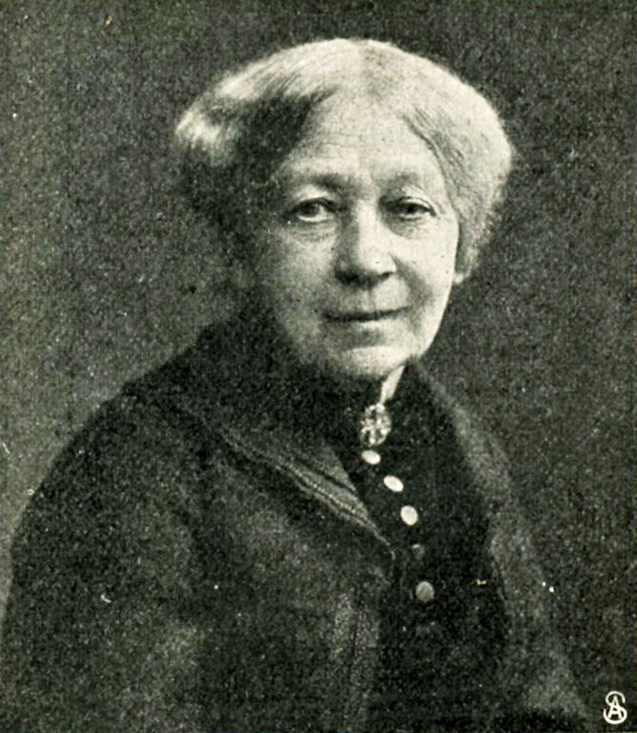
Rosa von Milde um 1905

Im Jahr 1867 nahm Rosa von Milde ihren Abschied von der Weimarer Bühne. Grund waren persönliche Differenzen zwischen ihr und dem neuen Intendant Franz von Dingelstedt (1814–1881). Sie arbeitete danach als Gesangspädagogin und ab 1876 an der Weimarer Musikschule. Am 6. Dezember 1906 wurde sie von Großherzog Carl Alexander mit der großen goldenen Medaille für Kunst und Wissenschaft ausgezeichnet. Am 25. Januar 1906 verstarb Rosa von Milde in Weimar an einer schweren Krankheit. Sie wurde auf dem Weimarer Hauptfriedhof beigesetzt.